# On Frail Wings of Vanity and Wax
On Frail Wings of Vanity and Wax (en español: "En frágiles alas de vanidad y cera") es el primer álbum de estudio de la banda estadounidense Alesana. Fue publicado el 6 de junio de 2006 por el sello discográfico Tragic Hero Records, y republicado el 20 de marzo de 2007 por el sello discográfico Fearless Records. Destacan las letras de sus canciones, inspiradas en la mitología griega. El álbum alcanzó la posición 44 en el ranking Heatseeker Albums de la revista Billboard. Además, y a través de Fearless Records; se publicó el video musical de la canción «Ambrosia».

## Letra y composición
Las letras de las canciones del álbum fueron escritas por Dennis Lee y Shawn Milke. Muchas de estas letras se inspiraron en la mitología griega. Por ejemplo «Ambrosia» se basó en el mito del rey Midas y su toque de oro, «Nero's Decay» se basó en la caída de Roma, y «Third Temptation of Paris» se basó en la guerra de Troya. Asimismo Dennis Lee declaró lo siguiente: 

El álbum es nuestra interpretación de la mitología griega, y cómo las mismas historias y lecciones se aplican en la sociedad moderna. Cada canción nuestra toma un mito diferente con un toque moderno en la mayoría de los casos, pero tratando de dejar la esencia de las historias intacta.
 Dennis Lee, vocalista de Alesana.

## Publicaciones
El álbum fue publicado primeramente por el sello discográfico Tragic Hero Records el 6 de junio de 2006. Sin embargo, a finales de 2006 Alesana firmó contrato con el sello discográfico Fearless Records, re-publicando el álbum el 20 de marzo de 2007, e incorporando a la lista de canciones original un bonus-track de dos canciones: «Early Mourning» y «Apology (Remix)». Asimismo el álbum re-publicado incluyó además un video de una actuación en vivo de Alesana en San Antonio, Texas, el 8 de diciembre de 2006, interpretando cuatro de sus canciones: «Apology», «Ambrosia», «Congratulations, I Hate You» y «Tilting the Hourglass»; y un video de la banda siendo entrevistada por NewBandTV.com.

## Lista de canciones
| N.º | Título                             | Duración |  |
| 1.  | «Icarus»                           | 1:00     |  |
| 2.  | «Ambrosia»                         | 3:04     |  |
| 3.  | «Pathetic, Ordinary»               | 4:00     |  |
| 4.  | «Alchemy Sounded Good at the Time» | 4:14     |  |
| 5.  | «Daggers Speak Louder Than Words»  | 3:27     |  |
| 6.  | «The Last Three Letters»           | 3:32     |  |
| 7.  | «Apology»                          | 4:15     |  |
| 8.  | «Tilting the Hourglass»            | 3:48     |  |
| 9.  | «This Conversation Is Over»        | 3:23     |  |
| 10. | «Congratulations, I Hate You»      | 4:02     |  |
| 11. | «Third Temptation of Paris»        | 3:42     |  |
| 12. | «A Siren's Soliloquy»              | 4:01     |  |
| 13. | «Nero's Decay»                     | 4:23     |  |

| Bonus-track |                                                                                      |          |  |
| N.º         | Título                                                                               | Duración |  |
| 14.         | «Early Mourning» (Exclusiva de la versión del álbum publicada por Fearless Records)  | 3:54     |  |
| 15.         | «Apology (Remix)» (Exclusiva de la versión del álbum publicada por Fearless Records) | 4:01     |  |

## Créditos
| Alesana - Shawn Milke - voz principal, guitarra rítmica, y piano - Dennis Lee - screaming y voz - Jeremy Bryan - batería - Adam Ferguson - guitarra y voz - Steven Tomany - bajo - Patrick Thompson - guitarra y voz | Músicos adicionales y producción - Jamie King - productor y masterización - Melissa Milke - voz |